# Anglet Hormadi Élite
Anglet Hormadi Élite je francouzský hokejový klub z Angletu, který hraje Ligue Magnus. Klub byl založen roku 1969. Domovským stadionem je Patinoire de la Barre s kapacitou 1200 lidí.

## Úspěchy
- Vicemistr Španělska - 2008